# Francisco Zubiaurre "Kiriko"
Francisco Zubiaurre Cabañas, conocido por "Kiriko", (Guetaria, Guipúzcoa, 1867-San Sebastián, Guipúzcoa, 1926) fue uno de los patrones de trainera más famosos del remo de San Sebastián. Es el patrón que más Banderas de la Concha ha ganado para San Sebastián, con un total de 5.
Nació en Guetaria (Guipúzcoa), aunque siendo niño fue a vivir a San Sebastián con su familia.

## Trayectoria deportiva
Es el patrón que más Banderas de la Concha ha ganado con una trainera donostiarra: 5 banderas (1891, 1892, 1894, 1918 y 1920). Podría haber ganado más, seguramente, si el Ayuntamiento de San Sebastián no hubiera decidido no organizar la bandera algunos años a principios del siglo XX.
Del mismo modo, resultó vencedor en 1919 en la Bandera del Abra de Bilbao.

## La ciaboga de Kiriko
En dicha Bandera del Abra de Bilbao de 1919 realizó la famosa "ciaboga de Kiriko". He aquí lo que decía un periódico de la época:

¡Qué ciaboga más sorprendente! Temblamos un momento. Nos dio pena la tripulación donostiarra. Iban á quedar descalificados, pues con descalificación estaba penado el tocar una baliza. Se había estrechado de tal modo que era completamente imposible el no tocar la baliza. ¡Si no podría caber un alfiler! Pero ahí está la maestría de Quirico. La trainera pasó. Ni la más ligera rozadura. ¡Soberbio, soberbio!

Es la regata en la que mayor repercusión alcanzó la nueva manera de maniobrar en las ciabogas que popularizó Kiriko. Y es que Kiriko "inventó" el modo moderno de realizar las ciabogas, con el proel hundiendo el remo en el agua a proa. Lo confirma un testimonio de un cronista, sobre la Bandera de la Kontxa de 1894:

Para que al dar la vuelta á las balizas fuera ésta más rápida, el proel de la trainera Amigos colocaba siempre que llegaba á las mismas un remo-timón en la proa, haciendo de esta manera virar á la embarcación con una facilidad asombrosa. Esta maniobra, que es lícita en las lides náuticas, llamó mucho la atención de la gente de mar.”